# LG Secret (KF750)
O LG Secret (também conhecido por LG KF750) é um telemóvel 3G em formato slider produzido pela LG Electronics. É o terceiro modelo da série Black Label, seguindo o LG Chocolate e o LG Shine. Foi lançado em 3 de maio de 2008 na Europa. Possui um câmera de 5.0 megapixels e navegação touch Neon.

## Design
O telemóvel é preto, com a tampa da bateria feita de fibra de carbono. A tela frontal é blindada com vidro temperado. A parte superior do telefone é coberta com couro sintético. O telefone também possui botões Send, End e Cancel, .

## Características
Ele vem com um flash LED, que apesar de não ser um flash xenon, funciona bem com pouca iluminação para objetos de até 2 metros de distância. O telefone também tem suporte para vídeos DivX. LG Secret vem com um acelerómetro, que auto-ajusta o visor do telefone com base na orientação do telefone. O telefone também vem com acelerador de jogos. O LG Secret vem com controle automático de luminância que ajusta automaticamente o brilho da tela de acordo com a luminosidade do ambiente.